# Santiago de María
Santiago de María é um município de El Salvador, localizado no departamento de Usulután.